# Togolese frank
De Togolese frank was de munteenheid van Togo. Tussen 1924 en 1956 werden munten uitgegeven die specifiek voor gebruik in Togo waren. Sinds 1945 gebruikt Togo de West-Afrikaanse CFA-frank.

## Geschiedenis
Tussen 1884 en 1914 was de Duitse mark de munteenheid van Togo, aangezien Duitsland de koloniale macht was. In 1914 werd Togo bezet door Britse en Franse troepen. Togo werd opgesplitst in twee mandaatgebieden van de Volkenbond, waarbij het westelijke, Britse deel het Britse West-Afrikaanse pond overnam en uiteindelijk een deel van Ghana werd. Op het oostelijke, Franse grondgebied werd de Franse frank aangenomen, in 1924 aangevuld met munten uitgegeven op naam van het mandaatgebied Togo. Deze munten werden met tussenpozen uitgegeven tot 1956 en circuleerden vanaf 1945 naast de CFA-frank. Sinds 1956 zijn er geen munten meer uitgegeven die specifiek zijn voor Togo, hoewel de munten uit 1957 van Frans-West-Afrika ook de naam Togo droegen.

## Munten
In 1924 werden aluminiumbrons 50 centimes, 1 en 2 frank geïntroduceerd, waarbij de frank-denominaties opnieuw werden geslagen in 1925 en de 50 centimes werden geslagen tot 1926. In 1948 werden aluminium 1 en 2 frank munten uitgegeven, gevolgd door aluminium-brons 5 frank in 1956.